# Badia di Sant'Andrea (Loro Ciuffenna)
La badia di Sant'Andrea è un edificio religioso che si trova poco fuori dal centro, lungo la via che conduce a San Clemente, nel comune di Loro Ciuffenna, in provincia di Arezzo.
Già esistente nell'XI secolo, nel 1425 venne incorporata all'abbazia di Vallombrosa, quindi nel XVI secolo divenne suffraganea di Gropina. L'edificio, esempio di romanico particolarmente austero, presenta una facciata a grandi conci di arenaria con semplice portale architravato e bifora con capitello a stampella. Sulla parte terminale è il piccolo campanile a vela.
L'interno, a navata unica con copertura lignea concluso da un'abside quadrangolare voltata a crociera, conserva un affresco raffigurante l'Annunciazione, opera di Francesco d'Antonio intorno al 1420-1425 circa. La parte absidale della chiesa, adibita ad annesso agricolo, è separata da una parete su cui è inserito un dipinto settecentesco con la Madonna col Bambino tra i santi Andrea e Giovanni Gualberto. In prossimità del presbiterio si apre una celletta che conserva le reliquie dell'eremita Frate Forte.